# 不要让贝尔格莱德沦陷

不要让贝尔格莱德沦陷标志

不要让贝尔格莱德沦陷（羅馬化：Ne davimo Beograd，缩写为NDB）是塞尔维亚贝尔格莱德的一个已不存在的左翼绿色市政主义政治组织。该组织成立于2015年。该组织的领袖是Dobrica Veselinović。该组织的口号是“谁的城市，我们的城市”。该组织是我们必须和进步国际的成员。2023年7月14日，该组织改组为政党绿色—左翼阵线。